# Sum Ying Fung
Sum Ying Fung (chinês: 吴如英; nascida Sum Ying Eng; 27 de janeiro de 1899 – 6 de dezembro de 2011) foi uma supercentenária chinesa-canadense que era a pessoa viva mais velha no Canadá em 2011.

## Biografia
Sum Ying Eng nasceu em 27 de janeiro de 1899 na Vila Wing On, Yanping, China. Em 1926, ela se casou com Chong Lim Fung, que trabalhava no Canadá desde 1911. Chong Lim viajou para visitar Sum Ying regularmente nos anos seguintes e eles tiveram três filhos. No entanto, o Chinese Exclusion Act impediu-a de se juntar ao marido no Canadá. Em 1954, ela emigrou para o Canadá sob o patrocínio de seu marido. O casal se estabeleceu em Chinatown, Vancouver em 1954. A família Fung mudou-se para East Vancouver após a morte de Chong Lim em 1967.
Em 1989, desenvolveu um tumor cerebral, foi submetida a cirurgia e sobreviveu. Ela visitou a China mais tarde naquele ano e estava em Beijing durante a repressão militar dos protestos da Praça da Tiananmen. Ela e sua família fugiram de Pequim entre um grupo de turistas alemães.

## Pessoa viva mais velha no Canadá
Em 23 de janeiro de 2011, Sum Ying Fung tornou-se a pessoa mais velha no Canadá, após a morte de, Elizabeth Buhler. A Rainha parabenizou Fung com uma carta em seu aniversário de 112 anos em 27 de janeiro de 2011 e o prefeito de Vancouver declarou aquele dia como o "Dia Fung Eng Sum Ying".

## Morte
Fung morreu de causas naturais em 6 de dezembro de 2011 aos 112 anos no Burnaby General Hospital, na Colúmbia Britânica.